# Couvent Saint-Jean-du-Désert
Pour les articles homonymes, voir Saint-Jean-du-Désert.
 (novembre 2011).
Si vous disposez d'ouvrages ou d'articles de référence ou si vous connaissez des sites web de qualité traitant du thème abordé ici, merci de compléter l'article en donnant les références utiles à sa vérifiabilité et en les liant à la section « Notes et références ».
Le couvent Saint-Jean-du-Désert est un couvent franciscain situé dans les régions montagneuses à l'ouest de Jérusalem. Il se trouve près d'une source sur un versant montagneux et boisé donnant au nord d'Even Sapir et il est nommé ainsi en l'honneur de saint Jean Baptiste, cousin de Jésus qui vécut ici dans les environs d'Aïn Kerem, son village natal, et prêcha dans le désert.

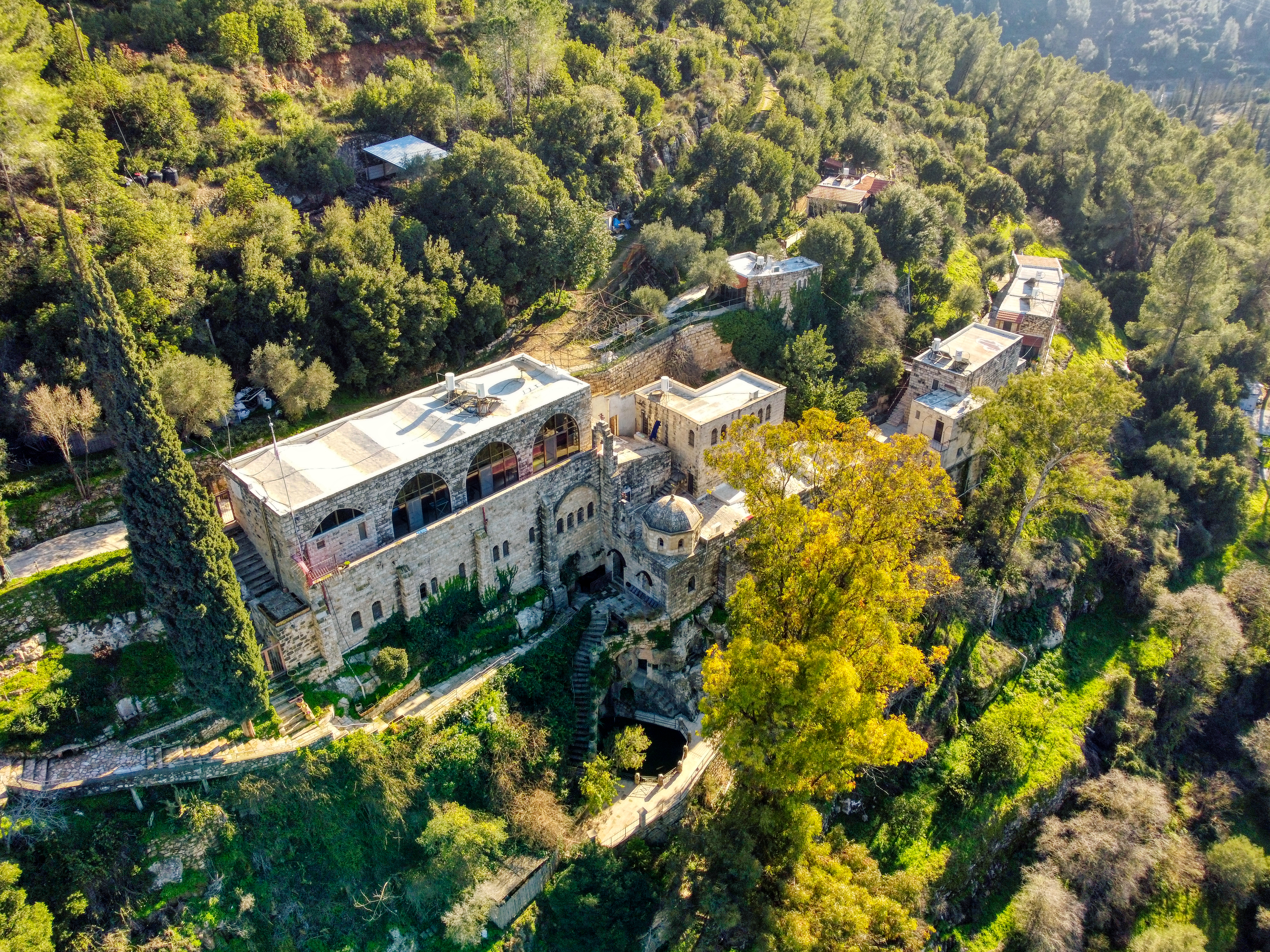
Couvent Saint-Jean-du-Désert

## Historique
La figure de saint Jean-Baptiste, ou saint Jean-le-Précurseur, est étroitement liée au désert, lieu de vie ascétique, où, selon la tradition de l'Écriture, l'on rencontre la grâce divine. C'est au désert, selon la prophétie d'Isaïe, que doit se manifester le Messie. Ainsi Aïn el-Habis, à trois kilomètres d'Aïn Kerem, rappelle la mémoire du lieu de la jeunesse de saint Jean, comme préparation de son ministère public.
Les ermites chrétiens ont toujours vécu ici et un pèlerin anonyme du XIIe siècle fait mention d'une chapelle dans la montagne. Le pèlerin Jean Zuallart (1541-1634) la dépeint encore au XVIe siècle décrivant les montagnes majestueuses et la grotte du Précurseur, à trois lieues du couvent de la Visitation. Elle est restaurée vers 1626 par des moines franciscains. Elle est ensuite abandonnée et tombe en ruine. 
L'endroit est acheté par le patriarcat latin de Jérusalem au milieu du XIXe siècle à l'époque ottomane. Mgr Valerga fait aménager un autel dans la grotte. Le lieu est cédé aux Franciscains en 1911 qui y font construire le couvent actuel et rebâtir la chapelle par Antonio Barluzzi. Tout est terminé en 1922, après l'interruption de la guerre de 1914-1918.

## Illustrations

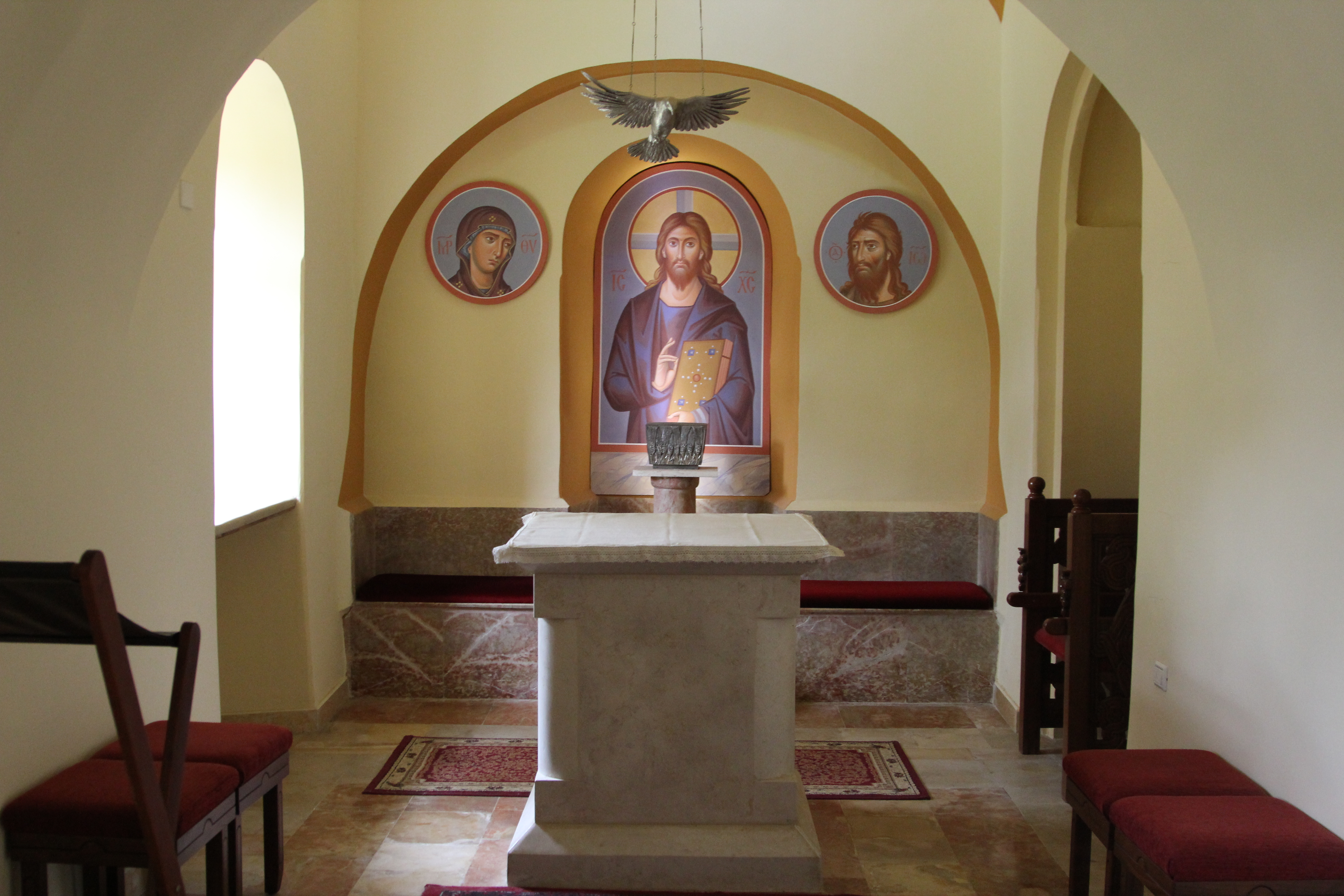
L'autel de la chapelle décorée d'une déisis.
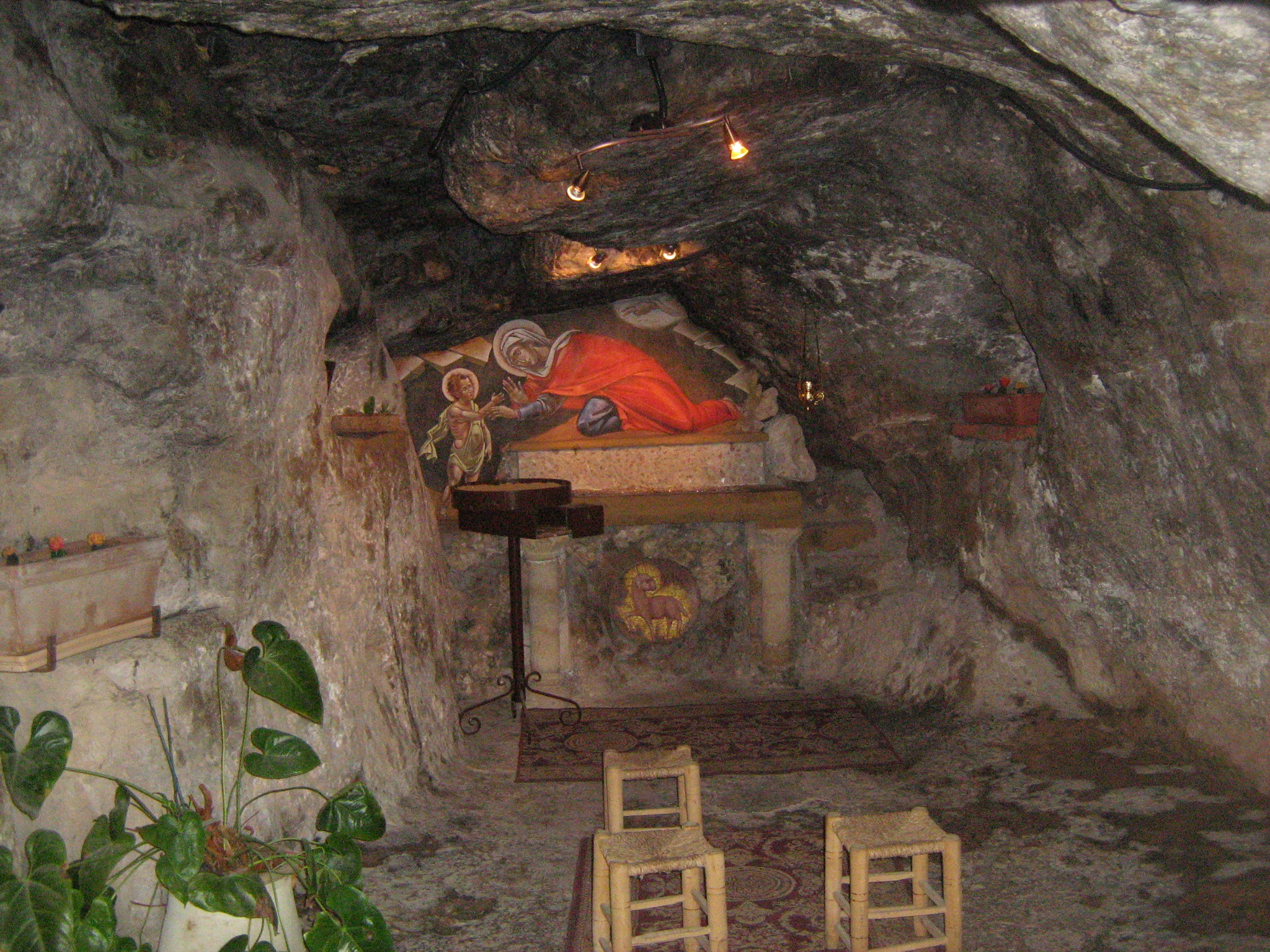
Vue de la grotte de saint Jean Baptiste.
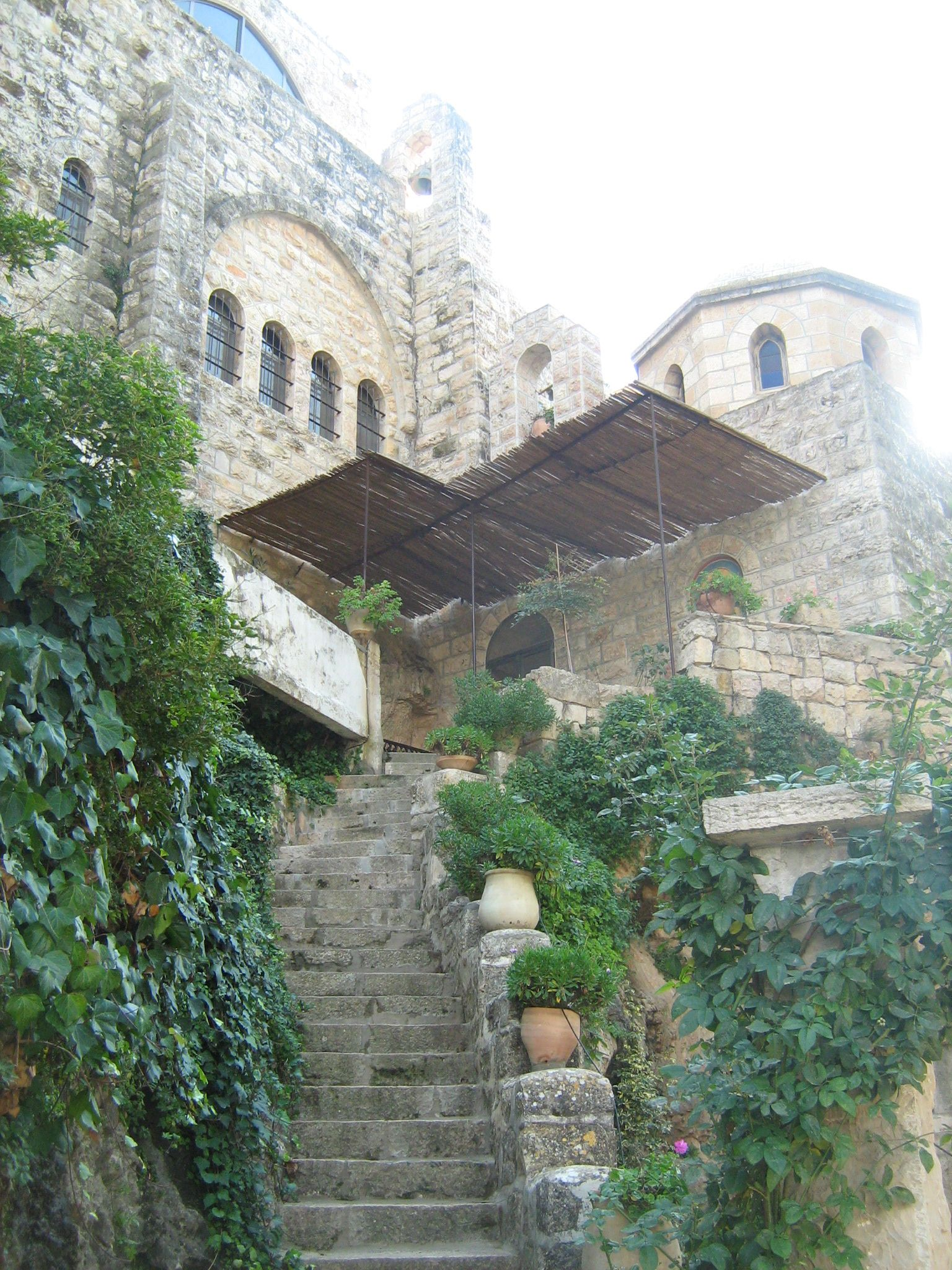
Entrée du couvent.
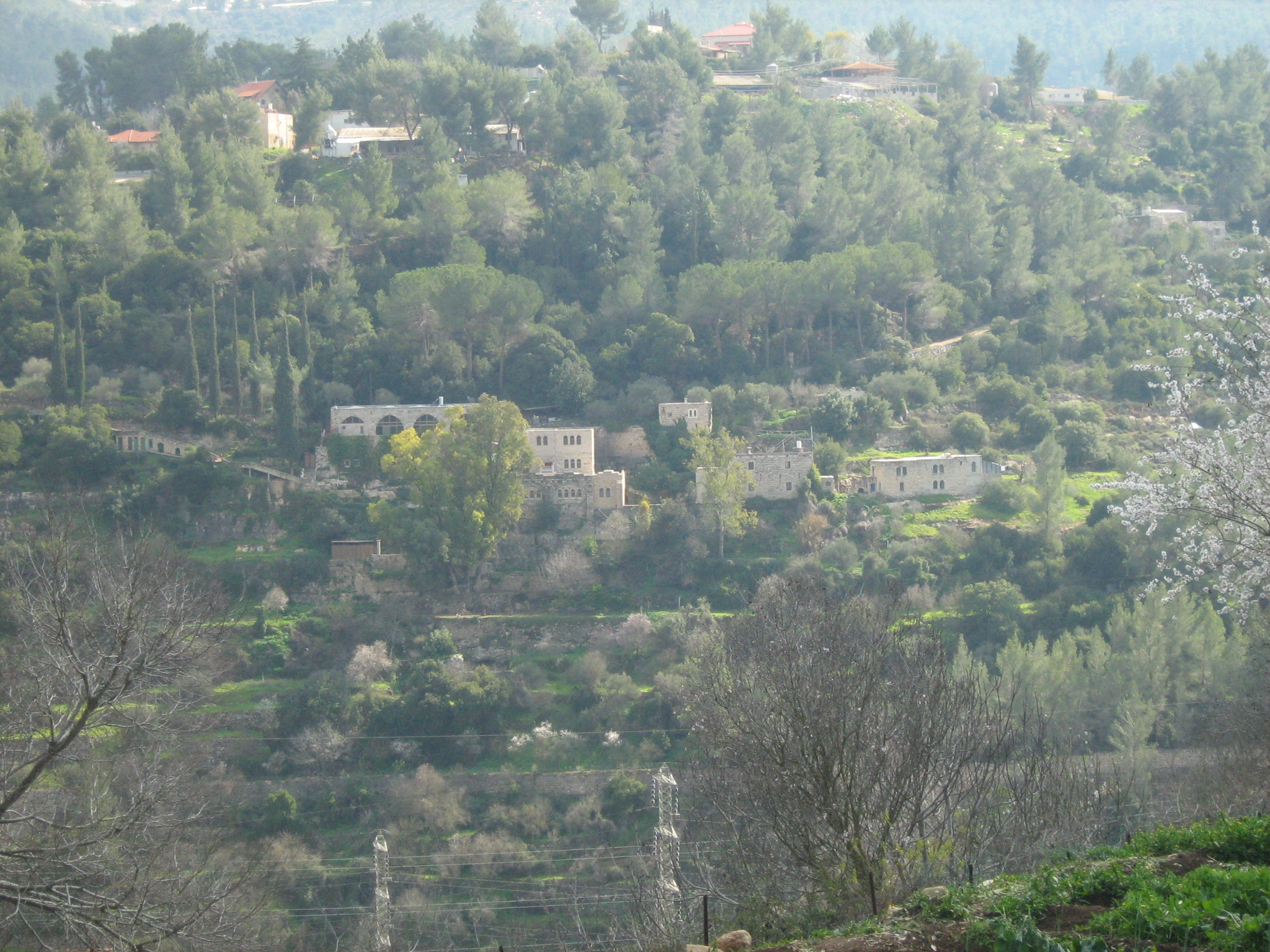
Vue à partir des fenêtres du couvent.
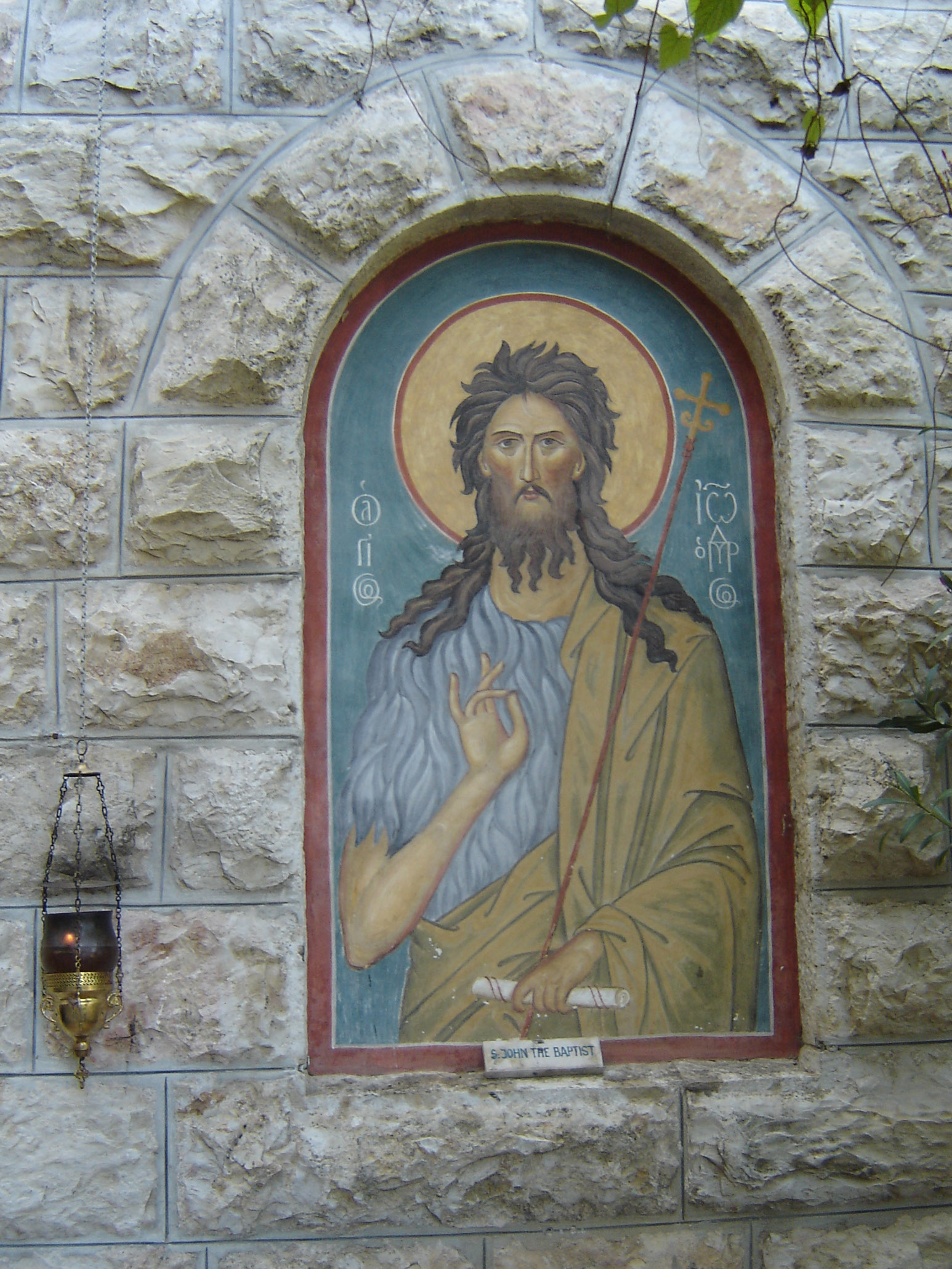
Icône de saint Jean-le-Précurseur, à l'entrée du couvent.